# Sart-Culpart (métro léger de Charleroi)
 (août 2022).
Si vous disposez d'ouvrages ou d'articles de référence ou si vous connaissez des sites web de qualité traitant du thème abordé ici, merci de compléter l'article en donnant les références utiles à sa vérifiabilité et en les liant à la section « Notes et références ».
Sart-Culpart est une station du métro léger de Charleroi située sur la ligne M4 vers Soleilmont.

## Caractéristiques
C'est une station aérienne possédant deux quais latéraux, contrairement à la plupart des autres stations qui présentent un seul quai central. Elle dessert un quartier densément bâti. Selon les plans initiaux, elle aurait dû se situer quelques centaines de mètres plus à l'est, près du grand ring de Charleroi (R3) et être la station terminus de la ligne.
La station suivante, Soleilmont, marque la fin de la ligne.